# Analizator czasu
Analizator czasu to przyrząd elektroniczny badający występowanie impulsów elektrycznych w czasie. Urządzenie dzieli przedział czasu na odstępy zwane kanałami i segreguje przychodzące impulsy na odpowiednie kanały zależnie od czasu ich pojawienia się.